# Barbaratoren (Gouda)
De Barbaratoren is het restant van de afgebroken kapel van Sint-Barbaragasthuis op de hoek van de Kuiperstraat en de Keizerstraat in de Nederlandse stad Gouda.

## Geschiedenis
Het Barbaragasthuis is in 1468 gebouwd door het Sint-Barbaragilde. In 1505 bouwde het gilde bij het gasthuis een kapel. De heilige Barbara was een van de veertien zogenaamde noodhelpers. Zij werd met name te hulp geroepen als beschermster tegen de pest. In de 16e eeuw deden gasthuis en kapel ook dienst als armenschool. Na de hervorming werd de kapel in 1581 door het stadsbestuur verkocht. In 1690 werden er op de plaats van het schip drie woningen gebouwd. Een ander deel van de kapel diende in die tijd als paardestal.

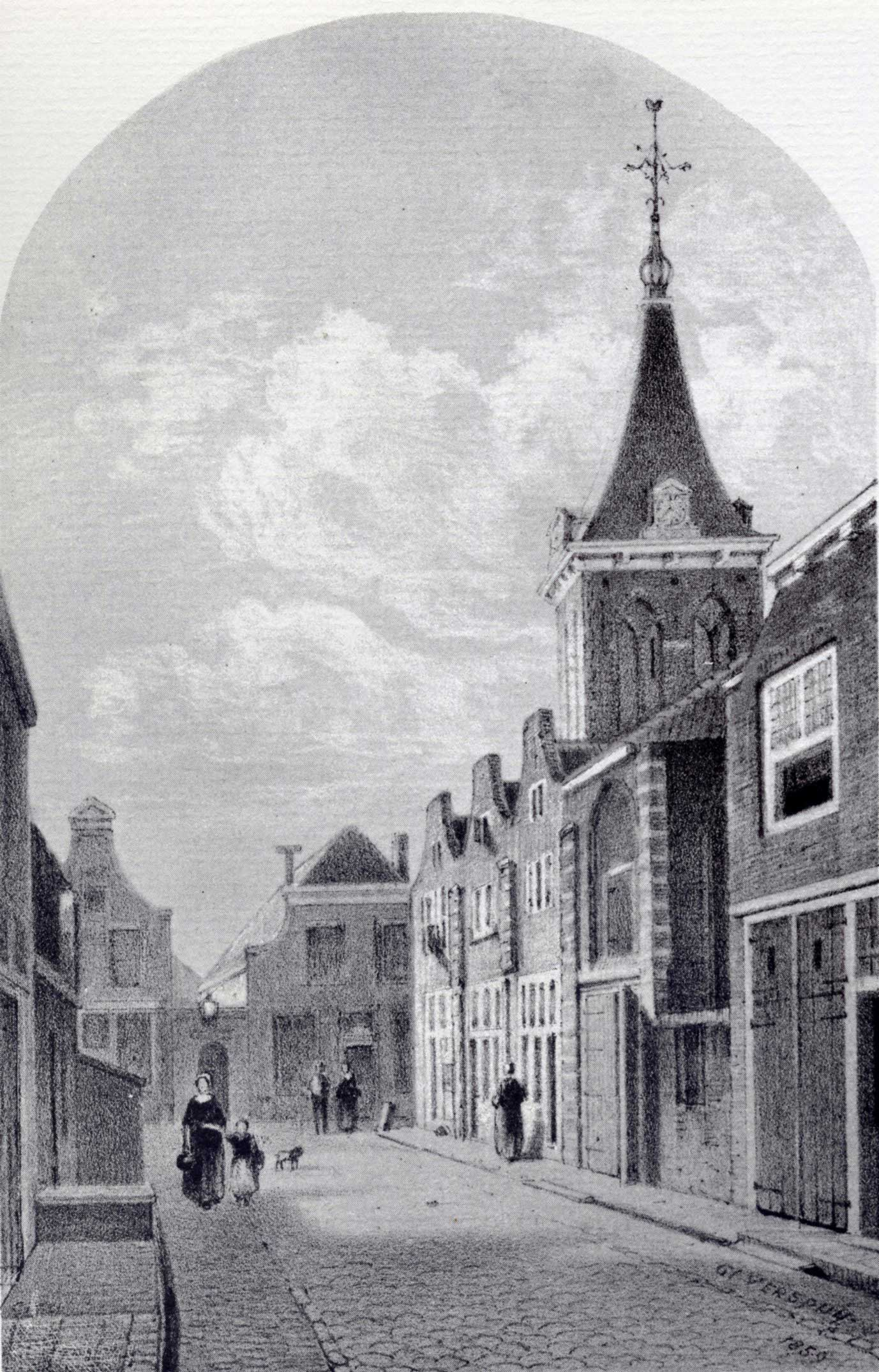
De Barbaratoren in 1859 op een litho van Gijsbert Johannes Verspuy

Van de kapel en van het gasthuis bestaan nog slechts bouwresten in de woningen op de hoek van de Keizerstraat en de Kuiperstraat. De Barbaratoren is van buitenaf het enige zichtbare overblijfsel van het oorspronkelijke complex. In 1859 waren de steunberen en een gotisch venster van de kapel nog zichtbaar in het straatbeeld (zie litho van Gijsbert Johannes Verspuy).

## Klokkentoren
De torenklok bezit slechts één wijzer, die de tijd aangeeft. De bijnaam Malletoren zou hieraan te danken zijn. Oorspronkelijk was dit de klok van de afgebroken Dijkspoort. Anderen wijzen echter op de overlevering, dat door een defect in het uurwerk de klok bleef slaan en dat de toren daarom zijn bijnaam verkreeg.
De klok zelf was afkomstig uit de Noodgodskapel, maar werd in de Tweede Wereldoorlog geroofd door de Duitsers. De toren is in 1988 gerestaureerd.